# ジェイソン・ロバーズ・Sr
ジェイソン・ロバーズ・Sr（Jason Robards, Sr.、1892年12月31日 - 1963年4月4日）は、アメリカ合衆国の俳優。

## 出演作品
- パナマ・ギャング戦争
- 必死の逃避行
- 恐怖の精神病院
- クインシーの謎
- 恐怖の島
- 生きていた良人
- ナチスに挑んだ女
- 鋼鉄の牙